# Condado de Union (Arkansas)
El condado de Union (en inglés: Union County), fundado en 1829, es un condado del estado estadounidense de Arkansas. En el año 2000 tenía una población de 45 629 habitantes con una densidad poblacional de 16.96 personas por km². La sede del condado es El Dorado.

## Geografía
Según la Oficina del Censo, el condado tiene un área total de 2732 km² (1054,8 mi²), de la cual 2691 km² (1039,0 mi²) es tierra y 41 km² (15,8 mi²) es agua.

### Condados adyacentes
- Condado de Ouachita (noroeste)
- Condado de Calhoun (norte)
- Condado de Bradley (noreste)
- Condado de Ashley (este)
- Parroquia de Morehouse, Luisiana (sureste)
- Parroquia de Union, Luisiana (sur)
- Parroquia de Claiborne, Luisiana (suroeste)
- Condado de Columbia (oeste)

### Ciudades y pueblos
- Calion
- El Dorado
- Felsenthal
- Huttig
- Junction City
- Mount Holly
- Norphlet
- Smackover
- Strong

## Mayores autopistas
- U.S. Highway 63
- U.S. Highway 82
- U.S. Highway 167
- Carretera 7
- Carretera 15

## Elecciones
En 2008, los resultados para la elección del Presidente de los Estados Unidos fueron de un 62% de los votos para John McCain (R) frente a un 36% para Barack Obama (D).